# اس‌ام‌اس کورفورست فریدریش ویلهلم
اس‌ام‌اس کورفرست فردریک ویلهلم (به انگلیسی: SMS Kurfürst Friedrich Wilhelm) یک زیردریایی بود که طول آن ۱۱۵٫۷ متر (۳۷۹ فوت ۷ اینچ) بود. این زیردریایی در سال ۱۸۹۱ ساخته شد.